# Оберне
Оберне́ (фр. Obernai, нем. Oberehnheim — Оберенхайм) — коммуна на северо-востоке Франции в регионе Гранд-Эст (бывший Эльзас — Шампань — Арденны — Лотарингия), департамент Нижний Рейн, округ Селеста-Эрстен, кантон Оберне.

## Географическое положение
Коммуна находится на расстоянии около 380 км на восток от Парижа, 24 км на юго-запад от Страсбурга.
Площадь коммуны — 25,78 км², население — 11 009 человек (2006) с тенденцией к стабилизации: 10 932 человека (2013), плотность населения — 424,1 чел/км².

## Население
Население коммуны в 2011 году составляло 10 689 человек, в 2012 году — 10 822 человека, а в 2013-м — 10 932 человека.
| 1962 | 1968 | 1975 | 1982 | 1990 | 1999  | 2006  | 2008  | 2011  | 2012  | 2013  |
| ---- | ---- | ---- | ---- | ---- | ----- | ----- | ----- | ----- | ----- | ----- |
| 4534 | 6302 | 7898 | 8907 | 9610 | 10471 | 11009 | 10883 | 10689 | 10822 | 10932 |

Динамика населения:

## Экономика
В 2007 году среди 7057 человек в трудоспособном возрасте (15-64 года) 5251 были активны, 1806 — неактивны (показатель активности 74,4 %, в 1999 году было 72,6 %). Из 5251 активно работало 4758 человек (2482 мужчины и 2276 женщины), безработных было 493 (208 мужчин и 285 женщин). Среди 1806 неактивних 677 человек были учениками или студентами, 550 — пенсионерами, 579 были неактивны по другим причинам.
В 2010 году из 6993 человек трудоспособного возраста (от 15 до 64 лет) 5176 были экономически активными, 1817 — неактивными (показатель активности 74,0 %, в 1999 году — 72,6 %). Из 5176 активных трудоспособных жителей работали 4608 человек (2438 мужчин и 2170 женщин), 568 числились безработными (285 мужчин и 283 женщины). Среди 1817 трудоспособных неактивных граждан 585 были учениками либо студентами, 616 — пенсионерами, а ещё 616 — были неактивны в силу других причин.
На протяжении 2008 года в коммуне числилось 4518 облагаемых налогом домохозяйств, в которых проживало 10 219,5 человек. При этом медиана доходов составила 19 700 евро на одного налогоплательщика.

### Промышленность
В городе расположены производственные мощности компании Brasseries Kronenbourg, производителя самого популярного во Франции пива Kronenbourg. На момент сооружения (1969) пивоварный завод в Оберне был самым большим в Европе.

## Достопримечательности (фотогалерея)

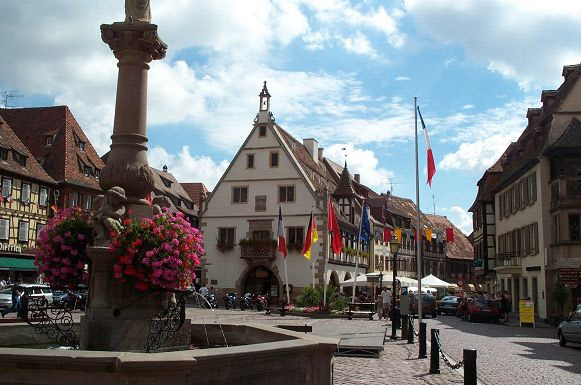
Фонтан на центральной площади
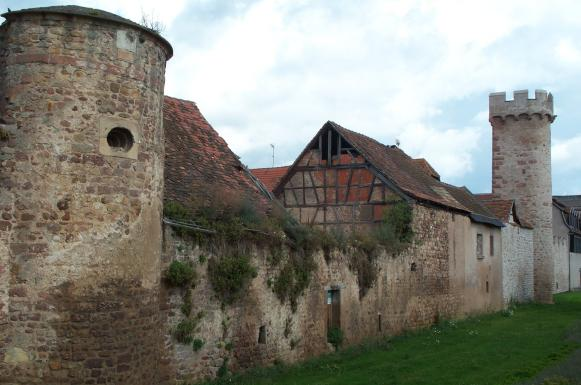
Руины средневековой крепости
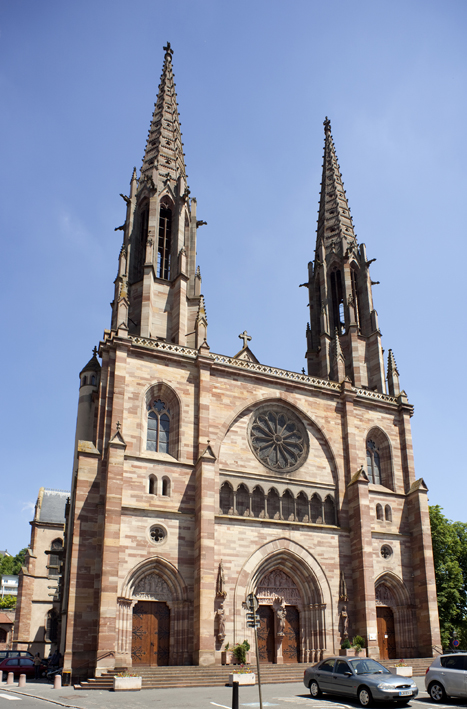
Церковь (XIX век)